# BKK Medicus

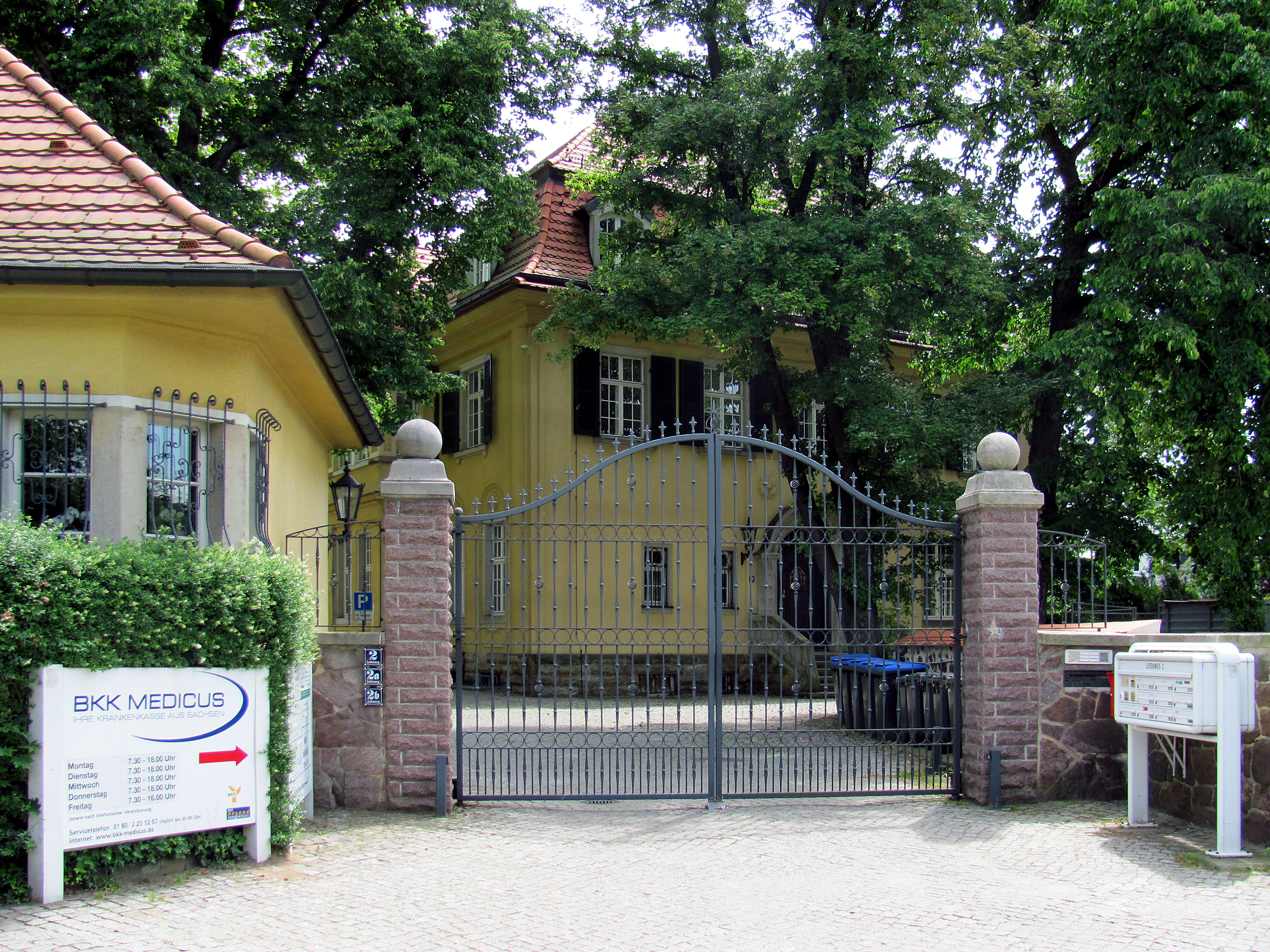
Die Pforte des Geschäftssitzes

Die BKK Medicus (offiziell BKK MEDICUS) war eine deutsche gesetzliche Krankenversicherung aus der Gruppe der Betriebskrankenkassen, die einzige eigenständige Betriebskrankenkasse in Sachsen.
Sie war für folgende Bundesländer geöffnet: Baden-Württemberg, Bayern, Berlin, Hamburg, Hessen, Mecklenburg-Vorpommern, Niedersachsen, Nordrhein, Sachsen, Sachsen-Anhalt, Westfalen-Lippe.
Gegründet wurde die Kasse am 1. April 1992 als Betriebskrankenkasse des Arzneimittelwerkes Dresden (BKK AWD) und unter dem Namen BKK Medicus 1998 geöffnet. Ihr Sitz befand sich auf dem Anwesen der denkmalgeschützten Hofmann-Villa am Ledenweg 2 in Radebeul-Kötzschenbroda.
Am 1. Januar 2015 fusionierte die BKK Medicus mit der BKK Verkehrsbau Union; das ServiceCenter Radebeul der in Berlin ansässigen Betriebskrankenkasse BKK VBU verbleibt für seine sächsischen Kassenmitglieder am Ort. Daneben gibt es in Sachsen noch das ServiceCenter Leipzig sowie das KompetenzCenter Arbeitsunfälle und Berufskrankheiten in Dresden.